# アヴリル・ラヴィーン
- アヴリル・ラヴィーン
- アブリル・ラビーン

アヴリル・ラモーナ・ラヴィーン（Avril Ramona Lavigne、1984年9月27日 - ）は、カナダ・オンタリオ州ベルビルの出身のシンガーソングライター。アメリカ合衆国に拠点を置いている。

## 略歴
2002年リリースのデビューアルバム『Let Go』は全世界で約2000万枚を売り上げ、アメリカでは6回プラチナディスクに選ばれた。2枚目のアルバム『Under My Skin』、3枚目の『The Best Damn Thing』は両方ともBillboard 200で1位にランク。シングルでは「Complicated」「Sk8er Boi」「I'm With You」「My Happy Ending」「Girlfriend」など11曲がトップ10入りを果たしている。現在、彼女のアルバムは全世界で4000万枚以上のセールスを達成。カナディアン・ビジネス誌は「アメリカ合衆国で活躍する最もパワフルなカナダ人ベスト7」に彼女を選出している。
2007年12月、フォーブス誌はラヴィーンを「25歳以下の最も稼ぐ人物」の8位にランクしており、その年収は1200万ドル（約12億円）と記載している。

## 生い立ち
1984年9月27日、オンタリオ州ベルビルにフランス系カナダ人の両親、父ジャン＝クロード・ラヴィーンと母ジュディの元に生まれた。5歳のときオンタリオ州ナパニーに引っ越し、青春期の大半をナパニーの小さな町ですごした。両親はバプテスト教の敬虔な信者だった。兄マットと妹ミシェルがいる。
ファミリーネームの Lavigne の読み"ラヴィーン（La-Veen）"は英語化された発音で、フランス語では"ラヴィーニュ"と発音し、"La Vigne"はブドウ園の意である。またギヴンネームの Avril はフランス語で4月（April）を意味する。母はいち早くアヴリルの才能に目をつけ、彼女は2歳の時から母と一緒に教会で歌い始めた。この頃から、声とキャラクターで周囲の人々を驚かせていたほか、12歳の頃に独学で始めたギターが、音楽の道へ進むきっかけになった。
1998年、14歳のラヴィーンはオーディションを勝ち抜いた末、カナダ人歌手シャナイア・トゥエインのコンサートツアーに参加。オタワでのトゥウェインのコンサートに登場しトゥウェインの曲『What Made You Say That』を披露した。また地元のフォークシンガー、スティーヴ・メッドにもその才能を見出され、レノックス・コミュニティ・シアターでの公演で彼はラヴィーンを招き、彼の1999年のアルバム『Quinte Spirit』用に自身の曲"Touch The Sky”を歌わせ、"Temple of Life" "Two Rivers"もアヴリルは彼の2000年リリースのアルバム『My Window to You』用に歌った。
オンタリオ州キングストンの大手書店Chaptersでカントリー・ミュージックのカバーを歌っていたところを、音楽マネージャーのクリフ・ファブリ（彼はデビューアルバム『レット・ゴー』のリリースまで彼女のマネージャーを担当することになる）に見出され、2000年、16歳の時にアリスタ・レコードA&R部門代表だったケン・クロンガードにより、同レコードの社長であるアントニオ・LA・リードとプロデューサーのPeter Zizzoに紹介される。彼女のパフォーマンスを見たLAは、即契約を締結した。ファーストアルバム『Let Go』の制作が終わった時、このアルバムに深く関わっていたレコーディング・チームのThe Matrixは彼女について「私達は16歳の、歌手として依然成長しうる素晴らしく新鮮な才能と出会いとてもユニークな経験をした。彼女は楽曲制作にとても熱心だし、我々は充実したレコーディングを行うことが出来た」と述べている。

## キャリア

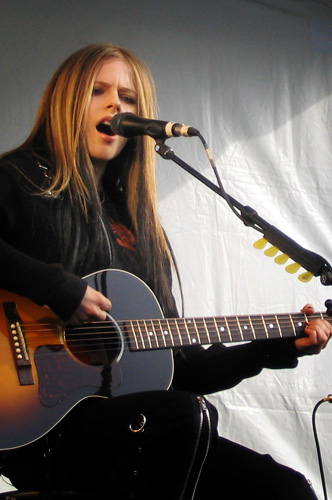
2004年4月、バンクーバーにてプロモーションツアー中のアヴリル

### 『Let Go』 (2002-2003)
ファーストアルバム『Let Go』は2002年6月4日にアメリカで初版を発売。アメリカで2位、イギリス・オーストラリア・カナダでは1位を獲得。ソロシンガーとしてイギリスのアルバムチャート1位に最年少の17歳でランクインした。アルバムはポップ・ロックやオルタナティヴ・ロック、パンク・ロックなどの要素が取り入れられた作品となった。
発売から1か月経ち、8月末には複数のプラチナディスク候補となり、その2週間後には3つのプラチナを授与されている。2002年末にはデビューからわずか半年でRIAAより4つのプラチナを獲得するに至った。
同アルバムはアメリカ国内で660万枚、全世界で2000万枚を売り上げている。
このアルバムからは4曲がシングルカットされ、「Complicated」はアメリカのBillboard Hot 100で2位、オーストラリアで1位を獲得。2002年の「最も売れたカナダの曲」に選ばれた。同曲がContemporary Hit Radioのチャートで11週にわたり1位を独占する中、ラヴィーンはナタリー・インブルーリアの『Torn』のレコーディングにも挑戦していた。「Sk8er Boi」はアメリカ・オーストラリアでトップ10入り、「I'm With You」はアメリカ・イギリスでトップ10入りを果たした。「Losing Grip」は台湾とチリなど欧州・北米エリア外でもトップ20に食い込んだ。
2002年、このアルバムの功績が認められMTV Video Music AwardsのBest New Artistに選出され、2003年には他の5人のノミネートを打ち負かしジュノー賞を受賞。ワールド・ミュージック・アワードで「World's Best-Selling Canadian Singer」（カナダ人歌手最大のヒットメーカー）を授かり、グラミー賞では『Complicated』が "Song for the Year"、自身が "Best New Artist" など全8部門にノミネートした。

### 『Under My Skin』 (2004-2006)
セカンドアルバム『Under My Skin』は2004年5月25日アメリカでリリースされた。このアルバムはアメリカ・イギリス・ドイツ・オーストラリア・カナダ・メキシコ・アルゼンチン・スペイン・アイルランド・タイ・韓国・香港、そして日本の計13カ国で1位を獲得し、アメリカでは第1週目に38万枚を売り上げ、総合で800万枚を売上げた。
このアルバムの大半をカナダ人女性シンガーのシャンタール・クレヴィアジックと制作し、他にも元エヴァネッセンスのギタリスト、ベン・ムーディー、Marvellous 3のブッチ・ウォーカー、ラヴィーンの元バックギタリスト、エヴァン・タウベンフェルド、元ドラマーのマット・ブラン、クレヴィアゼックの夫でOur Lady Peaceのリーダー、レイン・マイダ、プロデューサーとしてドン・ギルモアが参加した。
シングルカットされた「Don't Tell Me」はアルゼンチン・メキシコで1位、イギリス・カナダで5位、ブラジル・オーストラリアでトップ10入り、「My Happy Ending」はメキシコで1位、アメリカでトップ10入りとなり彼女のシングルで3番目に最も売れた曲となった。しかし3枚目のシングルカット「Nobody's Home」はアルゼンチンとメキシコで1位になったが、アメリカではトップ40にすら入らなかった。この売上不振が響いたのか4枚目のカット「He Wasn't」はイギリス・オーストラリアでのランクはトップ40、アメリカではリリースすらされなかった。最後のシングルカット「Fall to Pieces」は前作にもましてランクで健闘しなかった。
2004年、ラヴィーンはワールド・ミュージック・アワードにて "World's Best Pop/Rock Artist" と "World's Best-Selling Canadian Singer" を受賞。ジュノー賞には5部門でノミネート。"Fan Choice Award" "Artist of the Year" "Pop Album of the Year"の3部門を受賞した。19周年目を迎えたキッズ・チョイス・アワードには "Favorit Female Singer"(最も好きな女性歌手)に選出された。
ラヴィーンはカナダ人プロデューサーマシュー・ガードと共にケリー・クラークソンの「Breakaway」を共作し、同曲は映画『プリティ・プリンセス2/ロイヤル・ウェディング』のサウンドトラックに収録された他、クラークソンの2枚目のアルバムにも入り同アルバムからのシングルカット第1作目となった。同曲はアメリカチャートでトップ10入りしクラークソンの出世作になった。
2004年 "Live and By Surprise" を決行。3月4日ミネソタ州ミネアポリスより『Under My Skin』のプロモーションを兼ね21箇所のシティーモールツアーをアメリカとカナダで行った。パフォーマンスはアコースティックベースの短時間のライブで、上記アルバム中心に選曲が行われた。ライブは開始の48時間前まで誰にも知らされないシークレットライブの形態をとっていたが、同ツアーは非常にポピュラーな存在となりアルバムのプロモーションに一躍買うこととなった。2004年3月25日のインディアナポリスのセットでは「He Wasn't」「My Happy Ending」「Don't Tell Me」「Take Me Away」「Nobody's Home」「Sk8er Boi」「Complicated」などが披露された。これらのライブパフォーマンスは『Avril Lavigne Live Acoustic』としてアメリカのディスカウントストア「ターゲット」で発売された。
2005年は通年、主にツアーを行い、モデルや女優業などにも従事した。また同年6月28日にはカナダのロックバンドSum 41のボーカルデリック・ウィブリーと20歳で婚約を発表。2006年7月15日、ロサンゼルス郊外、サンタバーバラ東隣のモンテチトで挙式。
2006年のトリノオリンピック閉会式ではカナダ代表として登場し、2010年のバンクーバーオリンピックへの引継ぎイベント8分間に『Who Knows』を歌った。

### 『The Best Damn Thing』 (2006-2010)
3枚目のアルバム『The Best Damn Thing』は2007年4月17日にリリースされアメリカで1位を記録した。同アルバムはドクター・ルーク、ロブ・カヴァロ、ブッチ・ウォーカーと彼女の夫がプロデューサーを務めた他、ブリンク 182のドラマー、トラヴィス・バーカーがドラマーとして参加している。またジャケットやブックレットの写真も、デリックが撮影したという。

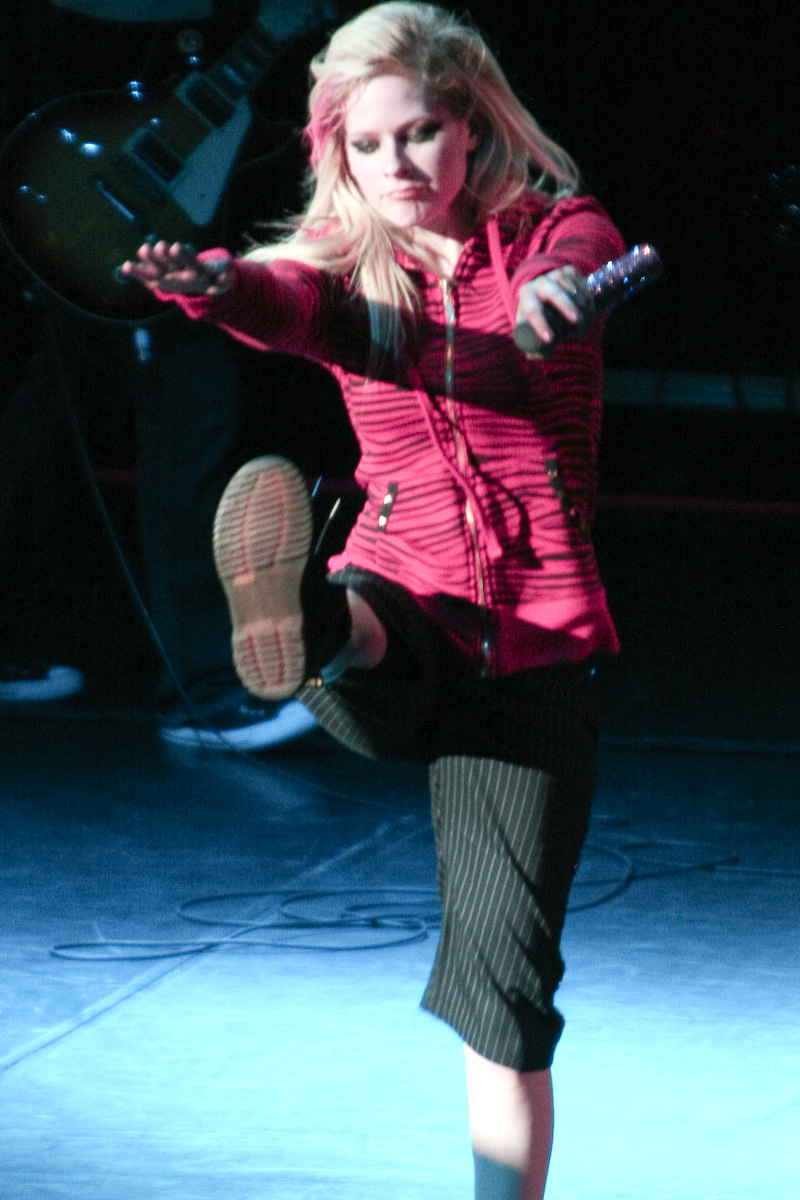
2008年10月 北京公演でのアヴリル

最初のシングルカットは「Girlfriend」で、全米のシングルチャートBillboard Hot 100では初めて1位を獲得した。ライアン・シークレストのラジオで2枚目は「When You're Gone」と発表。3枚目は「Hot」、最後は「The Best Damn Thing」となった。
「Girlfriend」は日本テレビ制作のバラエティ番組『カートゥンKAT-TUN』のオープニングテーマとなり、2007年5月2日に同番組にゲスト出演し、KAT-TUNと共にダーツを行った。
2007年当初、アルバムに関してのプロモーション規模は非常に小さく、ライブチケットも彼女のファンクラブ会員限定となった。ツアーはアルバータ州カルガリーよりスタートし、200人規模の聴衆の前でパフォーマンスを行った。この模様は2007年4月2日にCBC系列で放送された。4月にはプロモーションで来日。Yahoo!の独占生中継ライヴや『ミュージックステーション』、『Music Lovers』などに出演。新宿駅前で極秘コンサートを開催し、4000人もの観客が集まった。8月にはSUMMER SONICに出場のため再び来日。『めざましテレビ』などの番組に出演した。
2008年3月には世界ツアーをスタート、北米・欧州・アジアを回った。8月には29日開催予定だったマレーシア公演が公演禁止になったと大々的に報じられた。最終的に22日に開催を承諾されたとMTVが報じた。
2008年10月時点での同アルバムのセールスは全世界で540万枚。
2010年のバンクーバーオリンピックにおいても、前回冬季の2006年トリノオリンピックに引き続いて閉会式に登場、地元カナダの歌手として、「My Happy Ending」と「Girlfriend」を歌った。冬季オリンピック2大会連続閉会式で歌った初の歌手となる。

### 『Goodbye Lullaby』 (2011-2012)

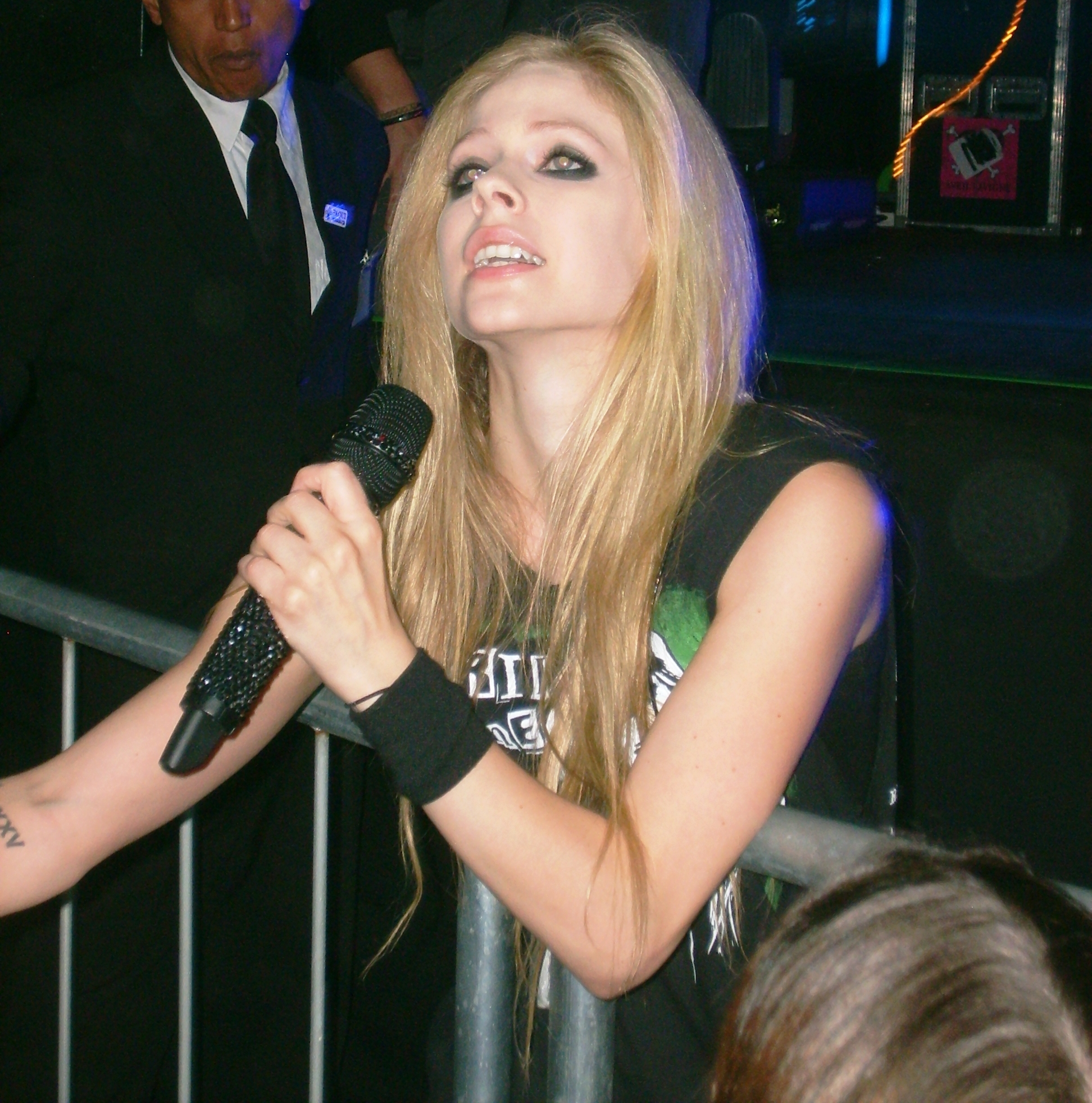
ブラックスター・ツアーのアヴリル（2011年5月、ブラジル）

2010年公開の映画『アリス・イン・ワンダーランド』の主題歌として「Alice」を作詞・作曲。同映画のためのミュージック・ビデオも撮影した。
4枚目のアルバム『Goodbye Lullaby』は日本で2011年3月2日にリリースされた(世界最速・日本先行発売)。同アルバムでは前作までのプロデューサー（ブッチ・ウォーカー、デリック・ウィブリー等）に加え、先行シングル「What The Hell」ではマックス・マーティンがプロデュースを行っている。また、ラヴィーン自身のプロデュースによる楽曲も収録された。2作目のシングルカットは「Smile」、3作目は「Wish You Were Here」である。なお、「What The Hell」リリース前の2010年12月には「Dancing Crazy」をミランダ・コスグローヴに提供している。
先行シングル「What The Hell」のプロモーションのため、2011年1月に来日。『ミュージックステーション』に出演し、「What The Hell」を披露した。また『めざましテレビ』にも出演し、渋谷109で買い物を楽しむ姿が放送された。3月にはアルバム『Goodbye Lullaby』のプロモーションのため再来日。3月1日には赤坂BLITZにて完全招待制、一夜限りの必勝パワーアップライヴに出演。5曲を披露した。TV番組は『スッキリ!!』や『笑っていいとも!』、『ミュージックステーション』に出演した。
2011年4月にはワールドツアーをスタート。中国・北京よりスタートし、北米・欧州・アジアでのツアーを行った。福島原発事故の影響か、日本での公演はすべて2012年2月へ延期となった。だが2011年8月にはサマーソニック2011へ出演する為再来日した。めざましテレビに生出演し「Smile」を披露し、8月16日にはめざましライヴにも出演した。
2011年、日テレ系番組『ザ!世界仰天ニュース』のエンディング・テーマに「What The Hell」が起用された。11月5日には、深夜にデート中に酔っ払いに襲われ顔に怪我を負った。
同年11月、RCAとのレーベル契約を解除し、エピック・レコードに移籍する。原因は、『Goodbye Lullaby』を制作中にRCA側との対立があったためである。
2012年2月、延期となっていたツアー「The Black Star Tour 2012」を4都市（埼玉、名古屋、博多、大阪）で行う。
2012年12月、日本のアニメーション映画「ONE PIECE FILM Z」へ、ニッケルバックの「How You Remind Me」のカバーと、2008年にカバーした「Bad Reputation」（ジョーン・ジェットのカバー）をW主題歌として提供。いずれも5枚目のアルバム『Avril Lavigne』にボーナストラックとして収録されている。

### 『Avril Lavigne』 (2013-2017)

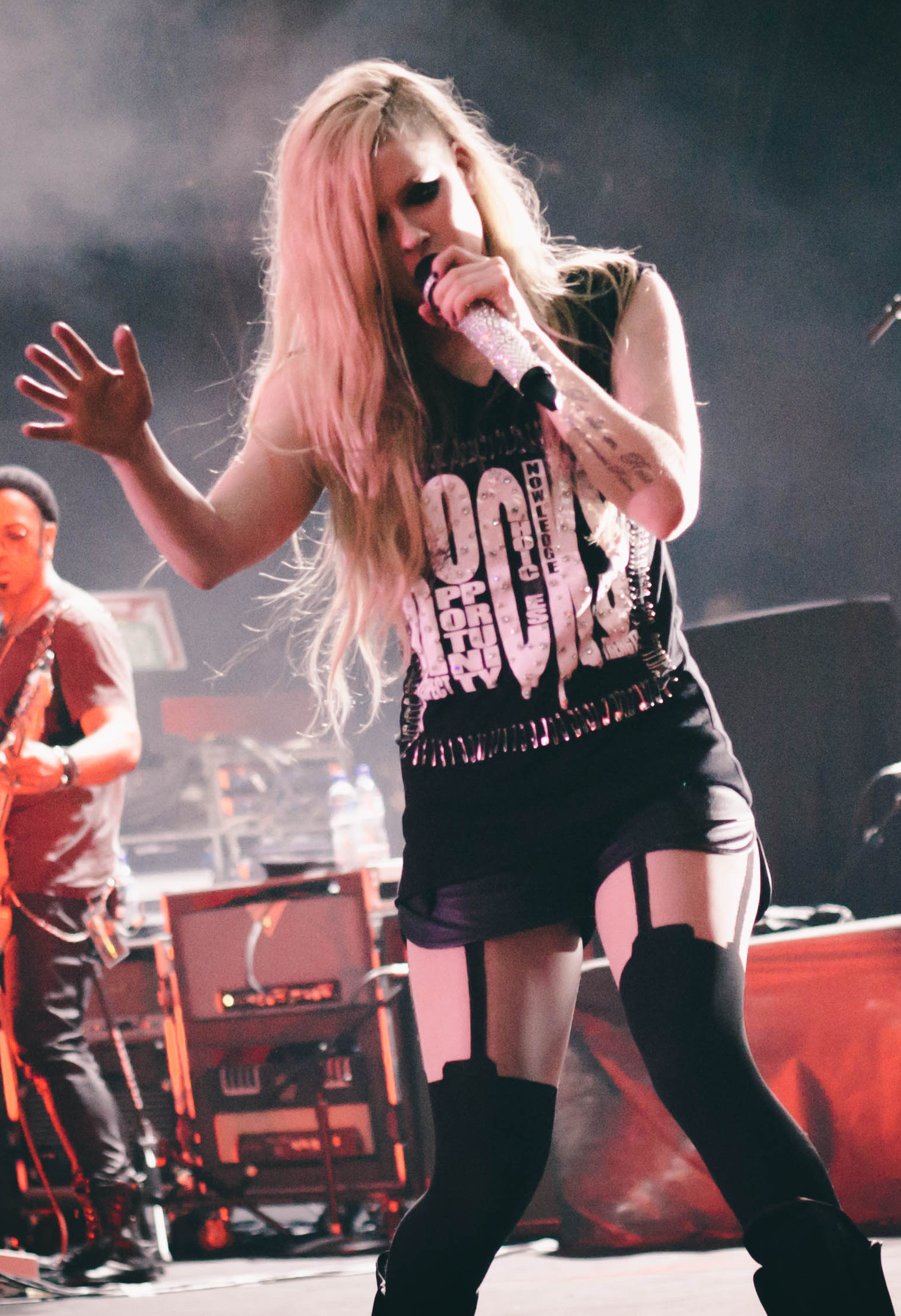
「アヴリル・ラヴィーン・ツアー」（2014年）

2013年4月に「Here's To Never Growing Up」を先行シングルとしてリリース。8月には「Rock n Roll」を2作目の先行シングルとしてリリース。10月には当時の夫チャド・クルーガーとのデュエット曲「Let Me Go」をリリースした。
2013年11月1日（日本では6日）、5枚目のアルバムにして、初のセルフタイトルアルバムとなる『Avril Lavigne』が発売された。同アルバムはチャド・クルーガーがプロデューサーとして多くの曲に携わっている。
2014年2月には「Give You What You Like」のミュージックビデオを公開した（シングルのリリースはない）。4月には「Hello Kitty」のミュージックビデオを公開。後者は東京で撮影されたが、事情を知らないメディアから「人種差別的」と批判を浴びることとなった。なお、「Hello Kitty」は5月にシングルとしてリリースされている。
2014年から2015年にかけ長期にわたって公の場に姿を現していなかったが、ライム病を患って5か月にわたり寝たきり状態になっていたことを公表した。2015年4月、単発シングル「Fly」をリリース。同作は同年7月にロサンゼルスで開催されたスペシャルオリンピックスのチャリティとしてリリースされたものである。
ラヴィーンは2017年1月にリリースされたONE OK ROCKのアルバム『Ambitions』に収録されている「Listen」に客演参加している。

### 『Head Above Water』 (2018-2019)
2018年9月、アルバム『ヘッド・アバーヴ・ウォーター』のタイトルナンバーとなる先行シングル「ヘッド・アバーヴ・ウォーター」を発表した。2019年2月にはニッキー・ミナージュをフィーチャーした「ダム・ブロンド」を発表。同年2月15日にアルバム『ヘッド・アバーヴ・ウォーター』がリリースされた。3月下旬には約5年ぶりに来日した
また、2019年3月にアブダビで開催されたスペシャルオリンピックスの開会式で、大会の公式テーマソング「Right Where I’m Supposed To Be」（ライアン・テダーとの共演）を披露した。

### 『Love Sux』 (2021-)

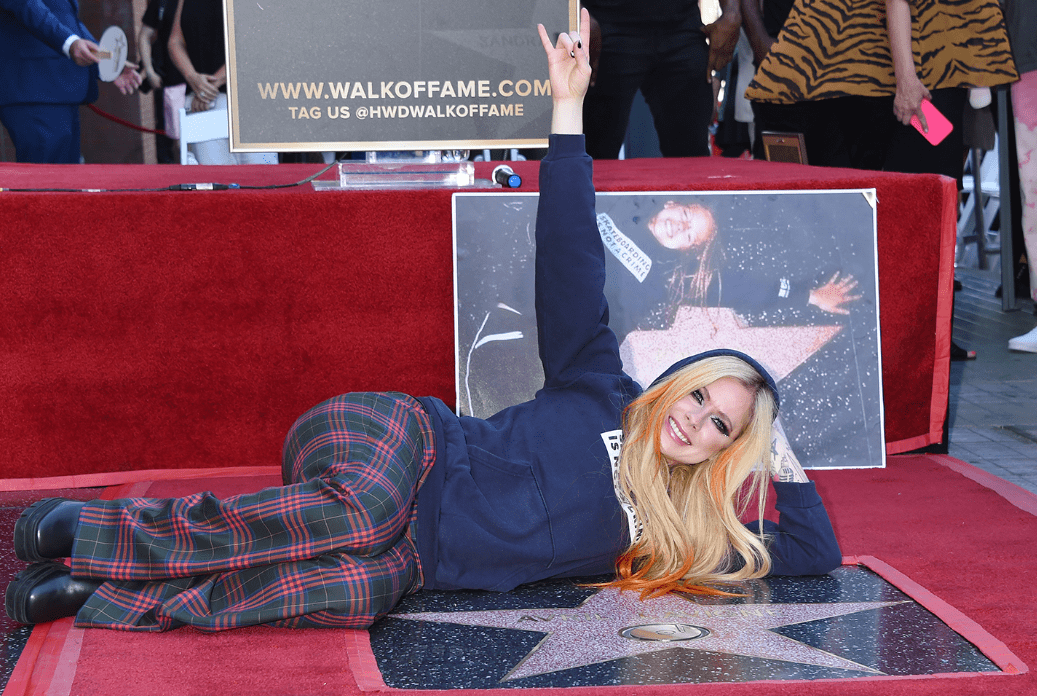
ハリウッド・ウォーク・オブ・フェームにて自身の星の上に寝そべるアヴリル（2022年）

2021年11月10日（日本時間11月11日の深夜2時）に自身の新曲としては2020年4月にリリースされたチャリティー・シングル「ウィー・アー・ウォリアーズ」から約1年半ぶりとなる新曲であり、アルバム『ラヴ・サックス』からの先行シングル「バイト・ミー」を発表した。翌月12月18日には「バイト・ミー」のアコースティック・バージョンの音源ならびにミュージック・ビデオも公開された。2022年1月14日、アルバム『ラヴ・サックス』を2月25日にリリースすることを発表、同日新たに「ラヴ・イット・ホウェン・ユー・ヘイト・ミー（feat. ブラックベアー）」も発表された。アルバムは、プロデューサーにトラヴィス・バーカー、他ジョン・フェルドマン、モッド・サン、オメル・フェンディ、そしてマシュメロといったメンバーが参加している。
2022年3月12日（日本時間）、ポスター付きの『ラヴ・サックス』を発売。
2024年6月21日、デビュー曲「Complicated」から2022年に発売した「I'm A Mess (With YUNGBLUD)」までの代表曲を収録した初のベスト・アルバム『Greatest Hits』を発売。

## ジャンル
ラヴィーンはMy Space上で自身の音楽はポップ・ロックだと述べている。しかしオールミュージックのアンドリュー・リーヒーの見解はティーン・ポップ、ポップ・ロック、オルタナティヴ・ロック、、ポスト・グランジなど多岐に渡る。

## 人物
身長155cm。

### 私生活

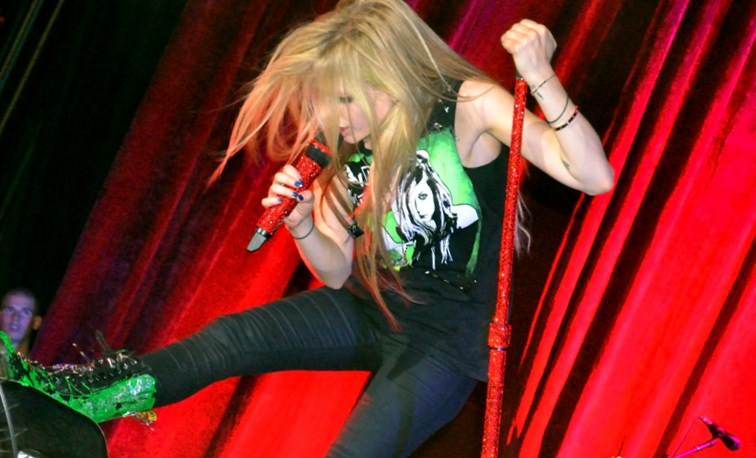
2011年のアヴリル

最初の夫であるカナダのバンドSum 41のリードヴォーカル兼ギターリスト、デリック・ウィブリーとは2004年2月より交際が始まり2005年6月に婚約。ウィブリーはイタリア・ヴェネツィアに彼女を誘いゴンドラやピクニックをしてプロポーズしたという。2006年7月15日に、ロサンゼルス郊外、サンタバーバラ東隣のモンテチトで挙式。参列者は110人と地味婚を選んだ。若くして結婚したことについては「たまたま早い時期に出会っただけ」と述べ「幸せ。結婚はオススメ」と言っていた。しかし2009年9月に「和解し難い不和」を理由にウィブリーと別居中であることを発表。10月9日に裁判所に離婚を申請し、2010年11月に正式に離婚が成立した。婚前にある程度の協定を交わしていたことからビバリーヒルズの邸宅や楽器コレクションなどは彼女がキープし、比較的穏便な離婚となった。尚、ミュージシャンとしては互いに尊敬し合っており今後も協力体制を執っていくという。
別居後の2010年からはタレントのブロディ・ジェンナーと交際していたが、2012年に破局している。
ニッケルバックのチャド・クルーガーと2012年2月から交際し、8月8日に婚約。2013年7月1日に南フランスにて挙式。しかし、2015年9月に離婚を発表。ラヴィーンにとってこれが二度目の離婚となる。
2022年4月7日には、2020年1月頃より交際が噂されていたラッパーのモッド・サンとの婚約を発表していたが、2023年2月に代理人を通じて婚約の破棄を発表。
ベジタリアンと思われていた彼女だが、2003年1月のSeventeen誌で時々チーズバーガーを食べる、と認めた。ラヴィーン曰く肉を食べるのはあまり好きではないがベジタリアンといった覚えは無いとし「肉を食べている私を非難しないように」と語っていた。好きな食べ物はピザ、得意な料理はパスタ類。家では家事もするとテレビで発言しており母が毎日料理をしていてそれを見ていたから大体なんでも作れると言っている。
右手首に小さなタトゥーがあり、デザインはファーストアルバムのジャケットとマッチするようになっている。ベン・ムーディーやその他友達と同時期に入れたのだという。また2004年末には右手首に夫のデリックのイニシャルDを象った新たなタトゥーを入れた。
ラヴィーンは某インタビューにて好きなパーティーソングはアウトキャストのHey Ya!と言っており、サード・アイ・ブラインド、オアシス、マリリン・マンソン、システム・オブ・ア・ダウン、ブリンク 182などが好みで、特にブリンクの『I Miss You』が好き。「好きな男性に聞かせたい曲は？」という質問にはグー・グー・ドールズの『Iris』、コールドプレイ、オアシス、レディオヘッド（アルバム『The Bends』がフェイバリット）と答えている。その他好きなミュージシャンはロストプロフェッツ、Sum 41、インキュバス、P.O.D.、マッチボックス・トゥエンティ、アラニス・モリセット、グリーン・デイ、リンキン・パーク（2004年に行われ自身も参加したロック・フェスティバル、Rock Am Ringの映像でリンキン・パークの演奏をステージ横で観覧している様子が映っている）。ジャンルはポップス。またイギリスのロックバンド、ザ・ダークネスについて「ダークネスは私が一緒にレコーディングしたい世界で唯一のバンドです」と公言している。
趣味はスケートボード（14歳の頃から）、ホッケー、狩り、キャンプ。
結婚前は好きな男性のタイプをインタビューでしばしば聞かれていたが、ほぼ毎回「パンクロッカー、もしくはロックスターみたいな人」と答えていた。日本でもベッキーから同じ質問を受け同じ答えを返していた。ベッキーは"ロックスター"を 「ローリングストーンズ？」と聞き間違えラヴィーンは「もっと若いロッカーがいいわ」と返答していた。
パパラッチが大嫌いで、「パパラッチは人間のクズ」などと非難したことがある。2006年9月にナイトクラブから出てきて写真を撮るパパラッチに夫婦揃って、唾をかけた。パパラッチがこれに激怒して記事に書き立てたのが原因で大問題に発展してしまい、後にアヴリルはパパラッチに謝罪の言葉を述べたが、その後「2年前からやっていることなのに、あの時だけ大事件になった」と発言した。
カリフォルニア州ビバリーヒルズに400万ドル（約4億円）のイタリア様式の豪邸を所有している。その他、ドラマーのトラヴィス・バーカーが高級住宅街ベルエアに所有していた邸宅を950万ドル（約9億5000万円）で購入。

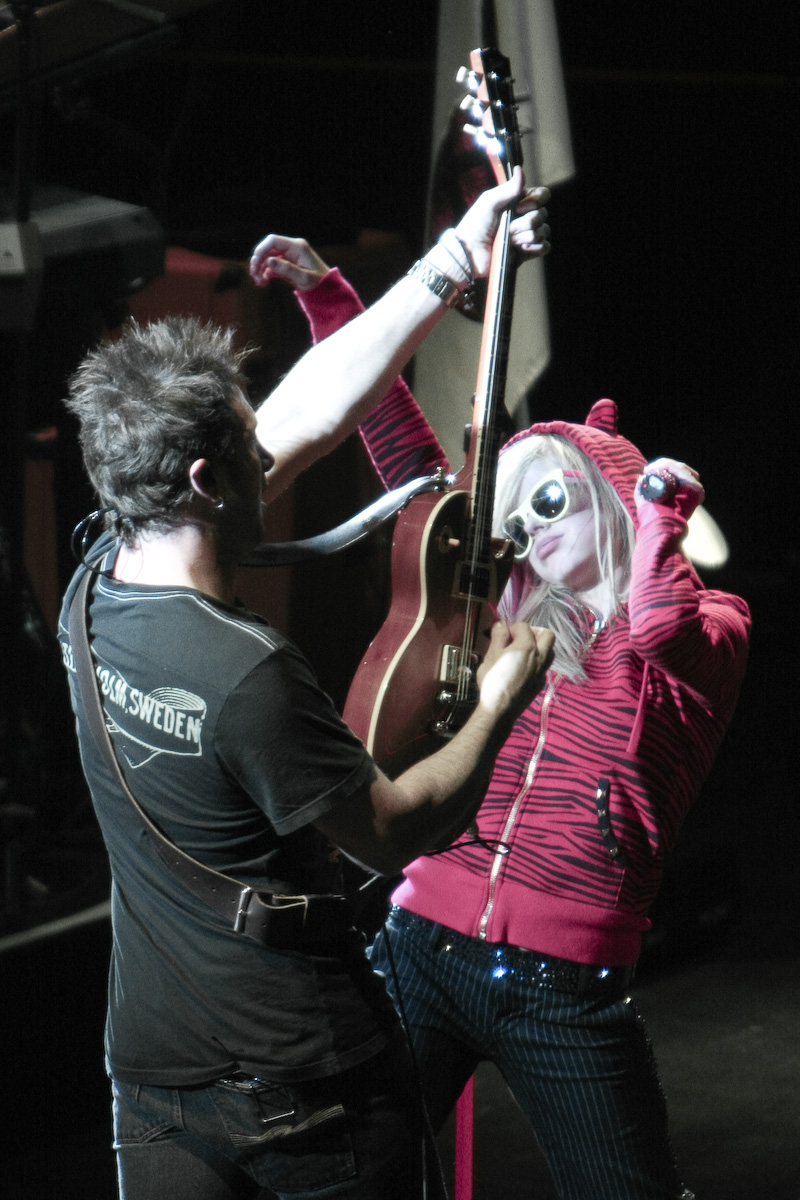
2007年のアヴリル

2007年の新曲「Girlfriend」のPVではダンス・演技（二役）・バンド演奏と今までに見たことが無い姿が見ることができる。またこの曲はドイツ語、フランス語、イタリア語、中国語、ポルトガル語、英語、スペイン語、日本語を含めた8カ国語版もレコーディングされており、レコーディングに悪戦苦闘しながらも着々とこなしている模様がExclusiveコンサートの曲の合間に放送された。この曲の英語、日本語、スペイン語、中国語版はレースゲーム「バーンアウト ドミネーター」に収録されている。またCBSのトークショー"Late Late Show"に出演した際、この曲について「たくさんの言語で覚えたんだよ」と語りドイツ語と日本語をGirlfriendのリズムに乗せて披露した（トークで）。アヴリルの日本語Girlfriendは（HeyHeyあの娘はイマイチ、YoYo新しい娘必要）と歌った、司会者のクレイグ・ファーガソンに「I love that! That's great!」と絶賛された。彼女は「ちょっと言葉が間違っているかも」と付け加えた。
一時期彼女のトレードマークともなっていたピンクのエクステはアルバム『The Best Damn Thing』の製作に合わせて付けられた。
2014年頃から長期にわたって公の場に姿を見せないことが多かったが、2015年の『ピープル』誌のインタビューで主にダニを媒介して感染するライム病のため5か月間にわたり寝たきりになっていたと告白し、その後も治療を続けている。

### 慈善活動
ラヴィーンはMake Some Noise、AmericanCPR.org、Music Clearing Minefields、U.S. Campaign for Burma、War Child、メイク・ア・ウィッシュなどのチャリティーグループのメンバーでもある。またALDOの広告にてエイズの世界的予防と献金を募った。2006年11月28日、カナダ・ケベックで行われた、ALDO、ユニセフ主催の「Unite Against Aids」コンサートにも参加。このコンサートのスペシャルゲストには彼女の他にマリー・マイ、サラ・マクラクランなどが登場した。2005年の東海岸ツアー中、環境NGOのReverbに参加。

## 盗作騒動
2007年5月25日、彼女と彼女の所属するレーベル、作曲家のドクタールークがミュージシャン、ジェームズ・ギャングワーとトミー・ダンバーに告訴される。告訴人はラヴィーンの「Girlfriend」は1979年リリースの告訴人の楽曲「I Wanna Be Your Boyfriend」（パフォーマーはThe Rubinoos）の盗作だと主張。
2007年6月、「Under My Skin」でラヴィーンと共に楽曲制作を行ったシャンタル・クレヴィアゼックはパフォーミング・ソングライター誌のインタビューに応じ、ラヴィーンについて「アヴリル…あの娘は作曲家なのかな？彼女は座りながら自分で曲を書くことなんて絶対にしない。それに彼女は道徳的にも問題あり、でも誰も何も言わないんだよね。だから私は二度とあの娘と曲作りなんてしないよ。2年前に「Contagious」って曲を彼女に贈ったんだけどさ、それでアルバムのトラックを見たらそこには「Contagious」があるわけ。でも私の名前はどこにもないんだよ。まったく何を考えてんだろうね。ほらアヴリルちゃんよ、私どうよ（「私はあなたを告訴してない」の意）私はあんたにただ言いたいわけ。アートはこんなことで訴えられるべきじゃないってさ」と痛烈に批判した。

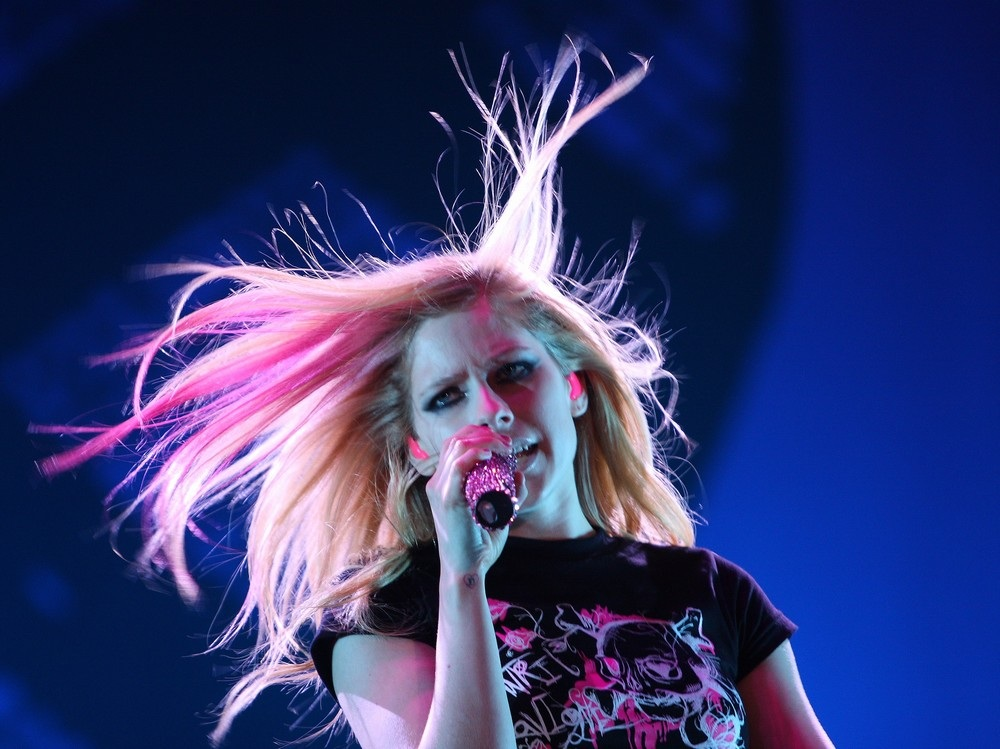
2008年のアヴリル

同年7月6日、ラヴィーンは上記の2つの主張をウェブサイト上で完全に否定。まず彼女は「The Rubinoosなど一度も聞いたことが無い」と前者を否定、後者については根拠無き主張を名誉毀損で法的措置を取ることを検討するとした。
同年7月10日、クレヴィアゼックは公的に謝罪文を発表、6月のインタビュー内容を取り下げ「アヴリル・ラヴィーンに関して誤解を招く発言をしたことをお詫びいたします。それらの誤解は私が応じたパフォーミング・ソングライター誌の内容から生じたものです。私はアヴリルの作曲や人間性について疑問を投げかけたわけではありません。私の発言が彼女を否定するものであったなら私の配慮不足であり、内容を取り下げたいと思います。アヴリルは人気ソングライターであり、彼女と仕事を出来たことは私の名誉となっています。」と述べた。実はこの二人はネットワーク・マネージメント社の同じマネージャーが担当している。
2008年1月、ギャングワーとダンバーは盗作の告訴を取り下げた。

## その他の活動

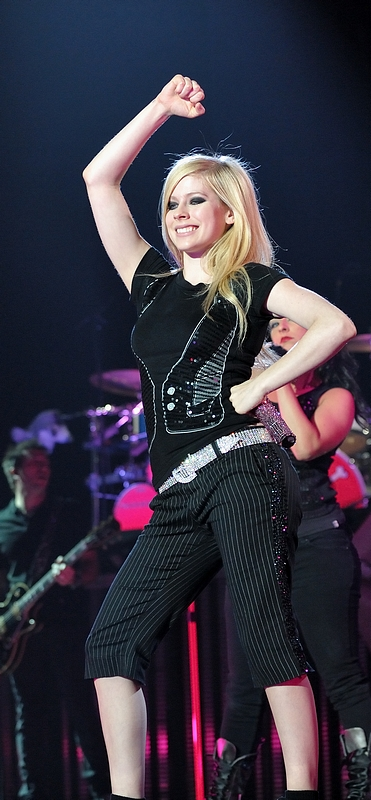
2008年のアヴリル

### カバーソング
- BBCのラジオ番組ジョー・ワイリーの「Live Lounge」でコールドプレイの「The Scientist」を披露。
- ジョン・レノンの曲を様々なアーティストがカバーした曲が収録されたアルバム『Instant Karma: The Amnesty International Campaign to Save Darfur』にレノンの「Imagine」を提供[79]。
- グー・グー・ドールズの大ヒット曲「Iris」をカバー。2004年のエリック・ブック主催のファッション・ロックス・コンサートにてドールズのボーカル、ジョン・レズニックと同曲をデュエットした。
- ボブ・ディランの「Knockin' on Heaven's Door」をチャリティー団体War Childのピースソング集に提供[80]。
- 『The Best Damn Thing』の欧州ツアー中にレニー・クラヴィッツの「It Is Time for a Love Revolution」[81][82]とリアーナの「Umbrella」をカバー。
- ジョーン・ジェットの「Bad Reputation」をシングル「The Best Damn Thing」の中でカバー。
- MTVにてブリンク182の「All the small things」のカバーを披露した。
- 2003年5月3日、LAで収録が行われたMTVの特別番組「MTVIcon:METALLICA」のライブで、メタリカの「FUEL」を本人達の前で披露。
- 2012年12月、映画「ONE PIECE FILM Z」に主題歌として、ニッケルバックの「How You Remind Me」をカバー。

そして今に至る。

### 映像出演
- パンクバンドTreble ChargerのPV『Hundred Millon』に出演。
- ハードロック歌手ブッチ・ウォーカーのPV『Bethamphetamine (Pretty, Pretty)』に出演。
- アニメの『Avril Lavigne's Make 5 Wishes』というテレビに本人役で出演。自身がプロデュースも手がける同作品内で彼女は完全なアイドル化がされている[83][67]。

### デザイン -Abbey Dawn-
Abbey DawnはKohl'sと提携して販売されるアヴリル・ラヴィーンがデザイナーのファッションブランド。ブランド発足以前から彼女は自身がデザインした服をコンサートなどで身に付けていたが、2008年7月、カリフォルニア州アルハンブラで正式に立ち上がり、ブランド名は彼女の幼少期のあだ名Abbeyが付けられたKohl'sは同ブランドを"ジュニア・ライフスタイル・ブランド"と表現。衣服やアクセサリーなどを製作。髑髏やゼブラを使用したデザインはアルバム『The Best Damn Thing』のジャケットデザインに通ずる。オンラインゲーム「Stardoll」の登場人物はラヴィーン風のドレスアップをしている。

### 映画出演

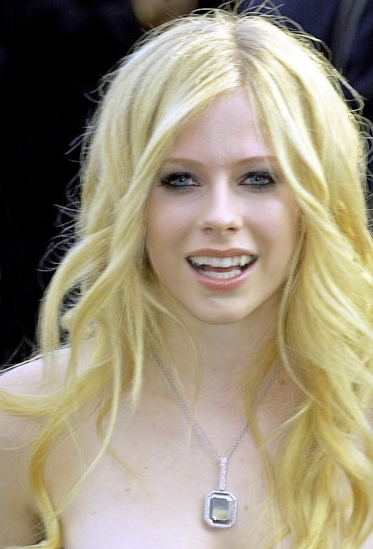
映画『森のリトル・ギャング』のプレミアに登場したアヴリル

彼女の映画デビューはアニメ映画「森のリトル・ギャング」の声優で、ブルース・ウィリス、ウィリアム・シャトナー、ニック・ノルティ、スティーヴ・カレルなどと一緒に仕事をした。リチャード・ギア主演の「消えた天使」では容疑者のガールフレンドを演じ、原作がお気に入りの「ファーストフード・ネイション」にも出演した。
またドクター・ルークと共に制作した楽曲「Keep Holding On」は映画『エラゴン』のサウンドトラックに収録された（『The Best Damn Thing』にも収録されている）。同曲は2006年11月17日よりラジオ配信が、26日よりダウンロード配信が始まり、カナダ・トップ20チャートで1位を取っている。またこの頃『スポンジ・ボブ/スクエアパンツ ザ・ムービー』のテーマ曲のレコーディングも行っている。

映画『Going the Distance』にカメオ出演、テレビドラマ『サブリナ』出演時には「Sk8er Boi」を披露した。
イギリスのザ・ロンドン・ペーパーはラヴィーンが次期公開の映画の主役の座を得たと報じた。「映画の主役を得たんだよ！何か今までの私から予期できないものが、何か深くて暗いものがあるかもね」と彼女の言葉を記載した。

#### 出演歴一覧
| 年   | タイトル                     | 役名             | 役柄                             |
| ---- | ---------------------------- | ---------------- | -------------------------------- |
| 2002 | サブリナ                     | 本人役           | ゲスト出演・『Sk8er Boi』披露。  |
| 2004 | Going the Distance           | 本人役           | カメオ出演・ 『Losing Grip』披露 |
| 2004 | Saturday Live                | 本人役           | 歌披露                           |
| 2004 | マッドTV!                    | 本人役           | カメオ出演・ 歌披露              |
| 2006 | ファーストフード・ネイション | アリス           | 学生運動家                       |
| 2006 | 森のリトル・ギャング         | ヘザー           | 声優                             |
| 2007 | 消えた天使                   | ベアトリス・ベル | 容疑者の彼女                     |

## バックバンド
| - Al Berry — ベース, コーラス（2007年 – ） - Rodney Howard — ドラム、パーカッション、コーラス（2007年 – ） - Steve Ferlazzo — キーボード、コーラス（2007年 – ） - Dan Ellis — リードギター、コーラス（2013年 – ） - David lmmerman — リズムギター、コーラス（2013年 – ） | - Mark Spicoluk — ベース、コーラス（2002年4月 – 2002年9月） - Jesse Colburn — リズムギター（2002年 – 2004年1月） - Evan Taubenfeld — リードギター、コーラス（2002年 – 2004年9月） - Craig Wood — リズムギター、コーラス（2004年 – 2007年1月） - Matt Brann — ドラム、パーカッション（2002年 – 2007年2月） - Charlie Moniz — ベース（2002年 – 2007年2月） - Devin Bronson — リードギター、コーラス（2004年 – 2008年） - Sofia Toufa — コーラス、ダンサー（2007年 – 2008年10月） - Lindsay Bluafarb — コーラス、ダンサー（2007年 – 2008年10月） - Jim McGorman — リズムギター、コーラス（2007年 – 2013年） - Steve Fekete — リードギター、コーラス（2008年 – 2013年） |

## ディスコグラフィ

### アルバム
| 年   | タイトル            | アルバム詳細                                                                                               | チャート最高位 | チャート最高位 | チャート最高位 | チャート最高位 | チャート最高位 | チャート最高位 | チャート最高位 | チャート最高位 | チャート最高位 | チャート最高位 | 認定 |
| 年   | タイトル            | アルバム詳細                                                                                               | CAN            | AUS            | AUT            | GER            | ITA            | JPN            | NZ             | SWI            | UK             | US             | 認定 |
| ---- | ------------------- | --- | -------------- | -------------- | -------------- | -------------- | -------------- | -------------- | -------------- | -------------- | -------------- | -------------- | --- |
| 2002 | Let Go              | - 発売日: 2002年6月4日 - レーベル: Arista - フォーマット: CD, digital download - 全米売上: 684.1万枚       | 1              | 1              | 2              | 2              | 6              | 6              | 1              | 2              | 1              | 2              | - CAN: ダイヤモンド - AUS: 7× プラチナ - AUT: プラチナ - GER: 3× ゴールド - ITA: ダイヤモンド - JPN: プラチナ - NZ: 5× プラチナ - SWI: 2× プラチナ - UK: 5× プラチナ - US: 6× プラチナ |
| 2004 | Under My Skin       | - 発売日: 2004年5月25日 - レーベル: Arista, RCA - フォーマット: CD, digital download - 全米売上: 314.4万枚 | 1              | 1              | 1              | 1              | 3              | 1              | 7              | 2              | 1              | 1              | - CAN: 5× プラチナ - AUS: プラチナ - AUT: プラチナ - GER: ゴールド - ITA: 3× プラチナ - JPN: プラチナ - NZ: ゴールド - SWI: プラチナ - UK: 2× プラチナ - US: 3× プラチナ               |
| 2007 | The Best Damn Thing | - 発売日: 2007年4月17日 - レーベル: RCA - フォーマット: CD, digital download - 全米売上: 171.5万枚         | 1              | 2              | 1              | 1              | 1              | 1              | 2              | 2              | 1              | 1              | - CAN: 2× プラチナ - AUS: 2× プラチナ - AUT: プラチナ - GER: ゴールド - ITA: 2× プラチナ - JPN: プラチナ - NZ: ゴールド - SWI: プラチナ - UK: プラチナ - US: プラチナ                  |
| 2011 | Goodbye Lullaby     | - 発売日: 2011年3月2日 - レーベル: RCA - フォーマット: CD, digital download - 全米売上: 36.8万枚           | 2              | 1              | 3              | 4              | 5              | 2              | 7              | 2              | 9              | 4              | - AUS: ゴールド - ITA: ゴールド - JPN: プラチナ - UK: シルバー |
| 2013 | Avril Lavigne       | - 発売日: 2013年11月1日 - レーベル: Epic - フォーマット: CD, digital download - 全米売上: 16万枚           | 4              | 7              | 9              | 15             | 8              | 2              | 8              | 8              | 14             | 5              | - CAN: ゴールド - JPN: ゴールド |
| 2019 | Head Above Water    | - 発売日: 2019年2月15日 - レーベル: SME - フォーマット: CD, digital download                               | 5              | 9              | 2              | 3              | 6              | 7              | 21             | 4              | 10             | 13             | |
| 2022 | Love Sux            | - 発売日: 2022年2月25日 - レーベル: SME - フォーマット: CD, digital download                               |                |                |                |                |                |                |                |                |                |                | |

### シングル
| 年   | タイトル                                 | 収録アルバム        | 配信日                                                                  |
| ---- | ---------------------------------------- | ------------------- | ----------------------------------------------------------------------- |
| 2002 | Complicated                              | Let Go              | 2022年7月22日 O Melhor do Pop Internacional/Various Artistsアルバムより |
| 2002 | Sk8er Boi                                | Let Go              |                                                                         |
| 2002 | I'm With You                             | Let Go              |                                                                         |
| 2003 | Losing Grip                              | Let Go              |                                                                         |
| 2004 | Don't Tell Me                            | Under My Skin       |                                                                         |
| 2004 | My Happy Ending                          | Under My Skin       |                                                                         |
| 2004 | Nobody's Home                            | Under My Skin       |                                                                         |
| 2005 | He Wasn't                                | Under My Skin       |                                                                         |
| 2006 | Keep Holding On                          | Eragon              |                                                                         |
| 2007 | Girlfriend                               | The Best Damn Thing |                                                                         |
| 2007 | When You're Gone                         | The Best Damn Thing |                                                                         |
| 2007 | Hot                                      | The Best Damn Thing |                                                                         |
| 2008 | The Best Damn Thing                      | The Best Damn Thing |                                                                         |
| 2010 | Alice                                    | Almost Alice        |                                                                         |
| 2011 | What The Hell                            | Goodbye Lullaby     |                                                                         |
| 2011 | Smile                                    | Goodbye Lullaby     |                                                                         |
| 2011 | Wish You Were Here                       | Goodbye Lullaby     |                                                                         |
| 2013 | Here's to Never Growing Up               | Avril Lavigne       |                                                                         |
| 2013 | Rock N Roll                              | Avril Lavigne       |                                                                         |
| 2013 | Let Me Go (featuring Chad Kroeger)       | Avril Lavigne       |                                                                         |
| 2014 | Hello Kitty                              | Avril Lavigne       |                                                                         |
| 2015 | Give You What You Like                   | Avril Lavigne       |                                                                         |
| 2015 | Fly                                      | アルバム未収録      |                                                                         |
| 2018 | Head Above Water                         | Head Above Water    |                                                                         |
| 2018 | Tell Me It's Over                        | Head Above Water    |                                                                         |
| 2019 | Dumb Blonde (featuring Nicki Minaj)      | Head Above Water    |                                                                         |
| 2021 | Bite Me                                  | Love Sux            |                                                                         |
| 2021 | Love It When You Hate Me feat. blackbear | Love Sux            |                                                                         |

### 参加作品
- オール・タイム・ロウ - Fake As Hell (feat. Avril Lavigne)（2023年）[91]

### コンピレーション
- Tribute to Avril Lavigne -Master's Collection-（2006年10月25日）
ラヴィーンの楽曲を日本のアーティストがカヴァー。

1. Complicated（misono）
2. Mobile（けちゃっぷmania）
3. Losing Grip（yukki）
4. Tomorrow（I-lulu）
5. He Wasn't（THE TIPSIES）
6. My Happy Ending（Mi）
7. Nobody's Home（杏子）
8. I'm with you（橘いずみ）
9. Anything But Ordinary（ソニン）
10. Sk8er Boi（ベッキー）

- Essential Mixes（2011年3月2日）
リミックスやライブ音源が収録されている。

1. Complicated (The Matrix Mix)
2. Girlfriend (Dr. Luke Remix featuring Lil Mama)
3. Hot (Wolfadelic Remix)
4. Sk8er Boi(Live Acoustic Version)
5. My Happy Ending (Live Acoustic Version)
6. Take Me Away (Live Acoustic Version)
7. Nobody's Home (Live Acoustic Version)
8. He Wasn't (Live Acoustic Version)
9. When You're Gone (Acoustic Version)
10. Girlfriend (JunkieXL Extended Mix)

- Greatest Hits（2024年6月21日）[47]

1. Sk8er Boi
2. Girlfriend
3. What The Hell
4. Complicated
5. Don't Tell Me
6. I'm A Mess (With YUNGBLUD)
7. He Wasn't
8. Losing Grip
9. My Happy Ending
10. Bite Me
11. Nobody's Home
12. I'm With You
13. When You're Gone
14. Bois Lie (Feat. MACHINE GUN KELLY)
15. Smile
16. Love It When You Hate Me (Feat. BLACKBEAR)
17. Rock N Roll
18. Here's To Never Growing Up
19. Keep Holding On
20. Head Above Water
21. Alice (Extended Version) 
日本盤CDボーナス・トラック
22. Hello Kitty
日本盤CDボーナス・トラック

## 来日公演
2002年
8月8日 - 赤坂BLITZ
2003年 Try To Shut Me Up Tour
1月28日 - 渋谷タワーレコード インストアイベント
5月29日 - 武道館大ホール
2004年
5月15日 - お台場 ヴィーナスフォート（VenusFort）内 教会広場
8月7日 - 千葉マリンスタジアム サマーソニック 2004
8月8日 - WTCオープンエアスタジアム 同上
2005年 Bonez Tour 2005
3月1日, 2日 - 大阪城ホール
3月4日 - 名古屋レインボーホール
3月6日 - 横浜アリーナ
3月7日 - 広島グリーンアリーナ
3月8日 - マリンメッセ福岡
3月11日 - 浜松アリーナ
3月12日 - 神戸ワールド記念ホール
3月14日, 15日 - 武道館大ホール
3月16日 - 愛知県体育館
3月18日 - 北海道立総合体育センター きたえーる
3月20日 - Zepp Tokyo
2007年
8月11日 - 千葉マリンスタジアム サマーソニック 2007
8月12日 - 舞洲特設会場 同上
2008年 The Best Damn Tour Japan 2008
9月10日 - 浜松アリーナ
9月11日 - 朱鷺メッセ
9月13日, 14日 - 国立代々木競技場第一体育館
9月16日 - 東京ドーム
9月17日, 18日 - 日本ガイシホール
9月20日, 21日 - インテックス大阪
9月23日 - マリンメッセ福岡
9月24日 - 広島サンプラザ
2011年
3月1日 - 赤坂BLITZ 最強無敵のアヴリル・ラヴィーン 1夜限りの必勝POWER UP LIVE
8月13日 - 幕張メッセ サマーソニック 2011
8月14日 - 舞洲特設会場 同上
8月16日 - お台場合衆国 めざましLIVE
2012年 The Black Star Tour 2012
2月4日, 5日 - さいたまスーパーアリーナ
2月6日 - 日本ガイシホール
2月8日 - マリンメッセ福岡
2月9日 - 大阪城ホール
2013年
7月31日に広島グリーンアリーナにて行われた「World Peace Concert “HIROSHIMA”2013」に出演する予定であったが、アーティスト側都合により出演がキャンセルされた。
2014年 The Avril Lavigne Tour Japan 2014
1月31日 - Zepp Namba(OSAKA)
2月1日 - 新木場STUDIO COAST
2月3日 - パシフィコ横浜 国立大ホール
2月4日, 5日 - 武道館大ホール
2月7日 - 日本ガイシホール
2月8日 - インテックス大阪 5号館
Avril Lavigne Summer Sonic Special Zepp Tour
8月13日 - Zepp Nagoya
8月14日 - Zepp Fukuoka
8月16日 - 舞洲特設会場 サマーソニック 2014
8月17日 - 千葉マリンスタジアム サマーソニック 2014
8月19日 - Zepp Sapporo
　2022年 Love Sux Tour 2022 Japan
11月7日 - パシフィコ横浜 国立大ホール
11月9日 - 東京ガーデンシアター
11月10日 - 東京ガーデンシアター
11月12日 - 愛知県国際展示場 Aホール
11月14日 - インテックス大阪 ６号館